# 피에르 드 장 올리비
피에르 드 장 올리비(프랑스어: Pierre de Jean Olivi, 라틴어: Petrus Joannis Olivi 페트루스 이오안니스 올리비[*]: 1248년-1298년 3월 14일)는 프랑스의 프란치스코회 수도사, 신학자다. 14세기 청빈논쟁에 관여한 논쟁적인 인물로, 문자 그대로의 "청빈"을 주장했다. 이 주장에 동조한 급진파를 소형제회라고 했다.